# Зелёная пеночка

Presumed evolution around Himalayas.
Yellow: P. t. trochiloides
Orange: P. t. obscuratus
Red: P. t. plumbeitarsus
green: P. t. ludlowi
Blue: P. t. viridanus
P. t. nitidus of the Caucasus is not shown.

Зелёная пеночка (лат. Phylloscopus trochiloides) — певчая птица из семейства пеночковых (Phylloscopidae).

## Описание
Оба пола выглядят похоже. Вид напоминает внешне лесную пеночку, однако, немного меньше и коренастее. Спина оливково-зелёная, брюхо серо-белое. Глазная полоса тёмная, над ней проходит длинная жёлтая «бровь», которая тянется почти до затылка, часто расширяясь на конце и сгибаясь к верху. Лапки коричневые, в отличие от похожей пеночки-таловки (Phylloscopus borealis), у которой более светлые, золотистые ноги. Подклювье светлее чем надклювье. У зелёных пеночек имеется маленькая, белая полоса на крыльях, которая часто не заметна. Птицы длиной примерно 10 см, размах крыльев от 15 до 21 см. Они достигают веса примерно 8 г.

## Вокализация
Позыв чаще отчётливо двусложный «цли-вит», похожий на позыв трясогузки. Пение высокое и пронзительное. Оно состоит из короткой, несколько отрубленной строфы с короткой паузой в середине и иногда напоминает пение крапивника или московки.

## Распространение
Зелёная пеночка населяет среднюю и южную тайгу, а также смешанные леса от восточной Центральной Европы до Тихого океана и, кроме того, горные хвойные леса центральноазиатских высокогорных массивов. Зеленые пеночки — перелётные птицы, зимуют в Индии. Ареал вида в последние десятилетия сильно вытянулся на запад, в настоящее время его западная граница проходит по германской земле Мекленбург-Передняя Померания. Птица предпочитает лиственные, смешанные или хвойные леса, рощи, древесные насаждения, также парки и сады. Она живёт скрытно, держась преимущественно в кроне дерева.

## Питание
Питается мелкими насекомыми, пауками и моллюсками.

## Размножение
Зелёная пеночка обычно строит гнёзда в естественных укрытиях: норах, в полостях под камнями, ямках на земле, в дуплах деревьев невысоко над землёй. В городских парках зелёная пеночка может использовать для гнездования полости, образующиеся в строениях человека (например, в старой каменной кладке). Гнездо состоит из мха, травинок, конского волоса.
В местах гнездования (в средней полосе России, Карелии, Среднем Урале) появляются в последней декаде мая—начале июня, в более южных частях ареала — в середине мая или даже раньше.
К гнездованию приступают обычно уже в июне. В кладке, отложенной в июне, в среднем 6 яиц, в более поздних кладках — меньше. Насиживание продолжается около 13 дней. Отлёт начинается в августе. Зимуют в Южной Азии, в частности, в Индии.